# Tupinambis quadrilineatus
Espèce
Synonymes
- Tupinambis cerradensis
Colli, Peres & Cunha, 1998

Statut CITES
Tupinambis quadrilineatus est une espèce de sauriens de la famille des Teiidae.

## Répartition
Cette espèce est endémique du Brésil. Elle se rencontre dans les États du Goiás, du Tocantins, du Mato Grosso, du Minas Gerais et dans le sud-est du Pará.

## Publication originale
- Manzani & Abe, 1997 : A new species of Tubinambis Daudin, 1802 (Squamata, Teiidae) from central Brazil. Boletim do Museu Nacional Rio de Janeiro, n.s. Zoologia, vol. 382, p. 1-10.